# Radu VI Bădica
Radu VI Bădica (exécuté le 19 janvier 1524) est prince de Valachie de 1523 à 1524.

## Origine
Fils illégitime de Radu IV cel Mare né de sa liaison avec la dame de Hotărani sœur de la mère de Neagoe Basarab V

## Biographie
Sous le règne de Neagoe Basarab V et de son fils Teodosie, Bădica occupe à la cour la fonction de chambellan de juin 1517 à septembre 1520. Il participe au complot qui cause la mort de Vlad VI Dragomir à l'automne 1521. Il est porté au pouvoir sous le nom princier de Radu par le clan des boyards de Craiovescu contre Vladislav III.
Radu VI Bădica occupe brièvement le trône à partir du 8 novembre 1523. Les Ottomans simulent l'envoi de leur part du drapeau de confirmation d'investiture et le tuent avec plusieurs boyards de sa suite dès le 19 janvier 1524.
Son corps décapité est inhumé au monastère de Dealu par son demi-frère et successeur Radu V de la Afumați.

## Sources
- (fr) Nicolas Iorga Histoire des roumains  Tome IV "Les Chevaliers" Bucarest 1937 p. 375.
- (ro) Constantin C.Giurescu & Dinu C.Giurescu, Istoria Romanilor volume II (1352-1606), Bucarest, 1976, p. 232-237.